# HD 95314
HD 95314，又名BD-13 3271，SAO 156382、HR 4289，是一颗恒星，视星等为5.88，位于銀經266.26，銀緯40.74，其B1900.0坐标为赤經10h 55m 13.2s，赤緯-13° 40.74′ 46″。